# Khalfan Ibrahim
Khalfan Ibrahim Khalfan Al-Khalfan, né le 18 février 1988 à Doha, est un footballeur international qatarien évoluant au poste d'attaquant.

## Biographie
Al-Khalfan est le fils du célèbre ancien joueur d'Al-Arabi SC Ibrahim Khalfan. Il évolue depuis le début de sa carrière professionnelle à l'Al Sadd Doha. Il joue aussi au sein de l'équipe du Qatar de football depuis 2006.
Il est nommé footballeur asiatique de l'année en 2006 par la Confédération asiatique de football et remporte la Ligue des champions de l'AFC 2011.

## Palmarès
- Al-Sadd SC
  - Championnat du Qatar
    - Vainqueur : 2003–04, 2005–06, 2006–07 et 2012-13.

  - Ligue des champions de l'AFC
    - Vainqueur : 2011

  - Coupe du monde des clubs
    - Troisième : 2011

  - Coupe Crown Prince de Qatar
    - Vainqueur : 2006, 2007, 2008
    - Finaliste : 2013.

  - Coupe du Qatar
    - Vainqueur : 2005 et 2007
    - Finaliste : 2013.

## Distinctions personnelles
- Footballeur asiatique de l'année en 2006
- Meilleur joueur arabe en 2007
- Joueur de l'année : 2013 (Qatar Stars League)